# Portugal op het Eurovisiesongfestival 2023

Logo Festival da Canção 2023.

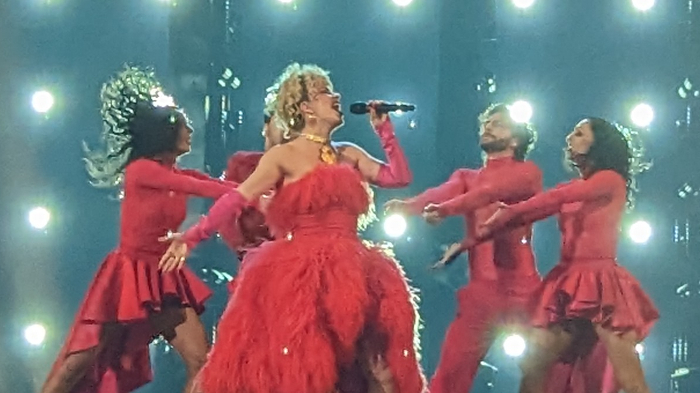
Mimicat tijdens de jury finale in Liverpool.

Portugal nam deel aan het Eurovisiesongfestival 2023 in Liverpool, Verenigd Koninkrijk. Het was de 55ste deelname van het land op het Eurovisiesongfestival. De RTP was verantwoordelijk voor de Portugese bijdrage voor de editie van 2023.

## Selectieprocedure
Portugal koos de inzending voor het Eurovisiesongfestival zoals gebruikelijk via Festival da Canção. De opzet was voor de editie in 2023 licht gewijzigd. De Portugese omroep nodigde zestien componisten uit die voor een inzending zorgden. Daarnaast selecteerde de omroep er nog vier uit een open inschrijving die vanaf 2 september 2022 van start ging en liep tot 10 november. Er werden twintig kandidaten verdeeld over twee halve finales waarvan er steeds zes doorstromen naar de finale. Op 19 januari 2023 maakte de omroep het deelnemersveld bekend.
De finale vond plaats op 11 maart, de winnaar werd gekozen door zeven regionale jury’s en televoting beide stonden voor de helft van de punten in. Uiteindelijk viel de keus op Mimicat met het nummer Ai coração. Mimicat kreeg de meeste punten via de televoting. Mimicat en Edmundo Inácio eindigden gedeeld eerste bij de de jurystemming. Cláudia Pascoal die het land in 2018 al eens mocht vertegenwoordigen werd derde.
De laatste twee jaar eindigde Portugal net buiten (12e in 2021) en net binnen (9e in 2022) de top 10.

## In Liverpool
Portugal trad aan in de eerste halve finale op dinsdag 9 mei. Met 74 televoting punten stootte het land door naar de grote finale, waar het als tweede optrad. Portugal werd uiteindelijk 23ste, en kreeg vooral punten van landen uit het Middellandse Zeegebied zoals Spanje, Griekenland en Frankrijk.
1964 · 1965 · 1966 · 1967 · 1968 · 1969 · 1970 · 1971 · 1972 · 1973 · 1974 · 1975 · 1976 · 1977 · 1978 · 1979 · 1980 · 1981 · 1982 · 1983 · 1984 · 1985 · 1986 · 1987 · 1988 · 1989 · 1990 · 1991 · 1992 · 1993 · 1994 · 1995 · 1996 · 1997 · 1998 · 1999 · 2000 · 2001 · 2002 · 2003 · 2004 · 2005 · 2006 · 2007 · 2008 · 2009 · 2010 · 2011 · 2012 · 2013 · 2014 · 2015 · 2016 · 2017 · 2018 · 2019 · 2020 · 2021 · 2022 · 2023 · 2024 · 2025
Albanië · Armenië · Australië · Azerbeidzjan · België · Cyprus · Denemarken · Duitsland · Estland · Finland · Frankrijk · Georgië · Griekenland · Ierland · IJsland · Israël · Italië · Kroatië · Letland · Litouwen · Malta · Moldavië · Nederland · Noorwegen · Oekraïne · Oostenrijk · Polen · Portugal · Roemenië · San Marino · Servië · Slovenië · Spanje · Tsjechië · Verenigd Koninkrijk · Zweden · Zwitserland